# Ampheraster alaminos
Ampheraster alaminos is een zeester uit de familie Pedicellasteridae.
De wetenschappelijke naam van de soort werd in 1971 gepubliceerd door Maureen Downey. De soort is genoemd naar het onderzoeksschip Alaminos van de Texas A&M-universiteit waarmee de meeste specimens werden verzameld. De soort komt voor in de Golf van Mexico.